# Taq聚合酶
Taq聚合酶是由錢嘉韻于1976年从嗜热细菌水生棲熱菌中分离出的DNA聚合酶。Taq聚合酶的常用简称有Taq Pol（或Taq酶）。Taq酶常用于放大短DNA片段的聚合酶链式反应中（PCR）。
水生棲熱菌生活在温泉与深海热泉中，从其中分离的Taq酶可承受中所需要的高温。因此Taq酶取代了原先用于中的大肠杆菌DNA聚合酶。Taq酶的最适活性温度为75–80°C，在92.5°C时半衰期高于2小时，95°C时为40分钟，97.5°C时为9分钟；Taq酶可在72°C时于10秒内复制一含有1000个碱基对的DNA。
Taq酶的缺点之一是缺乏从3'端到5'端的外切酶校正活性，从而导致Taq在复制时保真度不高。原先测得的错误率为每9000个核苷酸中出现1次错误。
為了降低出錯的機率，科學家陸陸續續發現了其他可以取代Taq聚合酶的聚合酶。舉例來說，Pfu是具有3'至5'端外切酵素特性的聚合酶，出錯機率約為1/2.6x1000000。但相較於Taq聚合酶，Pfu合成DNA的速度較慢，因此也有混合使用的配方被製作出來。近期的電腦模擬技術以及新興生物技術，也能透過人工修改Taq酶的結構來增強性能，購買這些商業化的酶可以降低實驗的錯誤率。
Taq聚合酶有一個特性除了合成速度快、出錯率高以外，還會使合成的產物「末端帶有一個A鹼基」，TA克隆即是利用Taq聚合酶此特性，Taq的PCR產物在3'末端會多出一個A，此時只須有一個與其互補的T表現在質體上，即能彼此靠近，藉由接合酶連接起來。透過此方式，可省去限制酶剪切的時間，直接利用PCR產物與質體彼此有互補兩端的特性，可快速黏合起來。

## PCR中的Taq聚合酶
二十世纪八十年代初凯利·穆利斯在鲸鱼座集团研究DNA合成在生物科技上的应用。穆利斯熟悉DNA寡核苷酸作为目标DNA探针、作为DNA测序引物、作为cDNA合成引物的技术。穆利斯在1983年开始尝试将两个引物与目标DNA片段杂交后加入DNA聚合酶，此方法可以实现指数级别的DNA复制，放大了两前体中间的DNA片段。但在每轮复制后需要将混合物加热到90°C以上使新合成的DNA熔解；两条DNA链分开后方可成为下一轮复制的模板。在发现Taq酶之前，加热过程也会使当时使用的大肠杆菌DNA聚合酶I失活。Taq酶的应用使可在高温下进行（~60°C），有助于提高引物专一性、减少非特异性产物。只需在封闭试管中配合相对简单的热循环仪上进行。因此Taq酶是解决分子生物学中众多有关DNA分析的问题的基石。

## 脚注
1. 1 2  Chien A, Edgar DB, Trela JM. . J. Bact. 1976, 127 (3): 1550–7. PMC 232952 . PMID 8432.
2. 1 2  Saiki, RK; et al. . Science. 1988, 239 (4839): 487–91  [2014-05-15]. PMID 2448875. doi:10.1126/science.2448875. （原始内容存档于2008-12-19）.
3. 1 2  Saiki, RK; et al. . Science. 1985, 230 (4732): 1350–4  [2014-05-15]. PMID 2999980. doi:10.1126/science.2999980. （原始内容存档于2008-12-19）.
4. 1 2  Lawyer FC;  et al. . PCR Methods Appl. 1993, 2 (4): 275–87. PMID 8324500.
5. ↑  Tindall KR and Kunkel TA. . Biochemistry. 1988, 27 (16): 6008–13. PMID 2847780. doi:10.1021/bi00416a027.
6. ↑  Mullis KB. . Sci. Am. April 1990, 262 (4): 56–61, 64–5. PMID 2315679. doi:10.1038/scientificamerican0490-56.